# Yponomeutinae
Yponomeutinae es una subfamilia de lepidópteros perteneciente a la familia Yponomeutidae. 
Algunas especies de la subfamilia Scythropiinae, a veces, se incluyen aquí.

## Géneros
Lista basada en páginas de M. Savela's que incluye otras fuentes.
| - Abacistis - Acmosara - Acrataula - Aemylurgis - Aetherastis - Aictis - Amalthina - Amblothridia - Anaphantis - Androgyne - Anoista - Artenacia - Astaropola - Atemelia - Balanoptica - Banghaasia - Betharga - Bhadorcosma - Buxeta - Calamotis - Callithrinca - Caminophantis - Campbellana - Cedestis - Charicrita - Chionogenes - Choutinea - Circostola - Citrinarchis - Comocritis - Conchiophora - Coptoproctis - Corinea - Cylicophora - Cymonympha - Cyptasia - Dascia - Dianasa - Diaphragmistis - Ditrigonophora - Eftichia - Enaemia - Entrichiria - Epactosaris - Epichthonodes - Epidictica - Epopsia - Eremothyris - Eriopyrrha - Euarne | - Eucalantica - Eucatagma - Eucedestis - Euhyponomeuta - Euhyponomeutoides - Eumonopyta - Eustixis - Exanthica - Exaulistis - Hedycharis - Hesperarcha - Hierodryas - Hofmannia - Ilychytis - Iriania - Iridostoma - Isotornis - Ithutomus - Kessleria - Klausius - Lampresthia - Lissochroa - Litaneutis - Lycophantis - Macarophanta - Metanomeuta - Metharmostis - Mieza - Mnemoses - Morotripta - Mychonoa - Nematobola - Nesotropha - Niphonympha - Nordmaniana - Nosymna - Nymphonia - Ocnerostoma - Oeta - Opsiclines - Orencostoma - Oridryas - Orinympha - Orsocoma - Orthosaris - Palaetheta - Palleura - Paradoxus - Parahyponomeuta | - Paraswammerdamia - Parazelota - Parexaula - Pauridioneura - Phasmatographa - Piestoceros - Plexippica - Podiasa - Porphyrocrates - Procalantica - Pronomeuta - Protonoma - Pseudocalantica - Pseudocaprima - Pseudorinympha - Pseudoswammerdamia - Pseudotalara - Schistocyttara - Spaniophylla - Sporadarchis - Stasiphron - Steganosticha - Stryphnaula - Swammerdamia - Syblis - Sympetalistis - Synadia - Syncallia - Syncathartis - Syncerastis - Syncrotaulella - Tanaoctena - Tarphyscelis - Teinoptila - Terthroptera - Thecobathra - Thyridectis - Thyrsotarsa - Toecorhychia - Toiana - Trisophista - Trochastica - Trychnomera - Typhogenes - Xyrosaris - Yponomeuta - Zelleria - Zygographa |